# 달래내 보슬이
"달래내 보슬이"는 1987년에 개봉한 대한민국의 영화이다.

## 캐스팅
- 허윤정
- 이구순
- 한영수
- 현길수
- 김성수
- 최성호
- 이석구
- 이인옥
- 김지영
- 한국남
- 유명순
- 홍윤정
- 박예숙
- 강희
- 유경애
- 임해림
- 한태일
- 박종설
- 나갑성
- 공승숙
- 국정희
- 추희정
- 신순호
- 한철우
- 박민우
- 이한상
- 홍진영